# Castro (apelido)

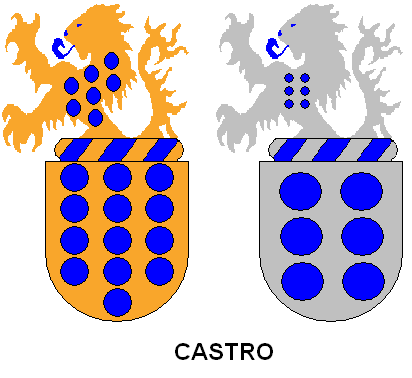
Brasão da família Castro.

Escudo do Brasão da família Castro.

Escudo do Brasão da família Castro (Penha Verde).

Castro é um apelido de família da onomástica da línguas portuguesa e castelhana com raízes toponímicas, tendo origem nas centenas de castros (do latim castrum) espalhados pela Península Ibérica, principalmente em seu quadrante noroeste (Galiza, Astúrias, Leão e norte de Portugal).
Algumas famílias Castro nobilitadas têm seu apelido com origem em Castroxerez (Castrojeriz em castelhano), localidade da província de Burgos, Espanha.